# Ligue des nations féminine de l'UEFA 2025
Navigation
Édition 2023-2024 Édition 2027
La Ligue des nations féminine de l'UEFA 2025 est la deuxième édition de la Ligue des nations féminine organisée par l'Union des associations européennes de football. Elle oppose les équipes nationales féminines des associations membres lors d'une phase de groupes du 19 février au 3 juin 2025 et une phase finale qui se tient sur deux fenêtres internationales (du 22 au 28 octobre 2025 pour les demi-finales et du 26 novembre au 2 décembre 2025 pour le match pour la troisième place et la finale).

## Format
Le format de la compétition est identique à l'édition précédente, cependant certains points ont été ajustés. Ainsi :
- Les 53 associations membres de l'UEFA participent à la compétition;
- Les équipes sont réparties en trois ligues, A-B-C, en fonction de leurs performances lors de la phase de groupes des Éliminatoires de l'Euro 2025. La répartition est la suivante :
  - Seize équipes en Ligue A (les 12 meilleures équipes de la Ligue A Euro 2025 + 4 promues de Ligue B Euro 2025);
  - Seize équipes en Ligue B (les 4 équipes reléguées de la Ligue A Euro 2025 + 7 équipes non promues de la Ligue B Euro 2025 + 5 promues de Ligue C Euro 2025);
  - Les équipes restantes en Ligue C (les 5 équipes reléguées de la Ligue B Euro 2025 + les 14 équipes non promues de la Ligue C Euro 2025 + 2 nouvelles équipes arrivantes qui n'ont pas participé ni à la Ligue des nations 2023-2024 ni aux éliminatoires de l'Euro 2025).
- Les ligues A et B sont divisées en quatre groupes de quatre équipes, de sorte que chaque équipe joue six matchs au sein de chaque groupe (utilisant le système de matchs domicile-extérieur). La ligue C est divisée en trois groupes de quatre et trois groupes de trois équipes.
- Les quatre vainqueurs de groupe de la Ligue A sont qualifiés pour la phase finale de la Ligue des nations, avec deux demi-finales, un match pour la troisième place et une finale. Ces matchs se font en aller-retour et dans les quatre pays qualifiés pour la phase finale.

| Rang | Ligue A               | Ligue B                   | Ligue B              | Ligue C                  | Ligue C      |
| ---- | --------------------- | ------------------------- | -------------------- | ------------------------ | ------------ |
| 1    | Phase finale          | Promotion                 | Promotion            | Promotion                | Promotion    |
| 2    | Maintien              | Barrage de promotion      | Barrage de promotion | Barrage de promotion (2) | Maintien (4) |
| 3    | Barrage de relégation | Barrage de relégation (2) | Relégation (2)       | Maintien                 | Maintien     |
| 4    | Relégation            | Relégation                | Relégation           | Maintien                 | Maintien     |

### Qualifications pour la Coupe du monde 2027
Cette édition est liée à la composition des ligues pour les qualifications pour la Coupe du monde féminine de football 2027 au Brésil.

## Calendrier
| Nom                                             | Tirage au sort       | Date aller                                  | Date retour                           | Équipes participantes |
| ----------------------------------------------- | -------------------- | ------------------------------------------- | ------------------------------------- | --------------------- |
| Phase de groupes (2025)                         |                      |                                             |                                       |                       |
| Journées 1 et 4 Journées 2 et 5 Journées 3 et 6 | 4 novembre 2024 Nyon | 19 - 22 février 23 - 26 février 2 - 5 avril | 5 - 8 avril 28 - 31 mai - 3 juin      | 53                    |
| Phase finale                                    |                      |                                             |                                       |                       |
| Demi-finales                                    | 6 juin Nyon          | Entre le 22 et le 28 octobre                | Entre le 22 et le 28 octobre          | 4                     |
| 3e place                                        | 6 juin Nyon          | Entre le 26 novembre et le 2 décembre       | Entre le 26 novembre et le 2 décembre | 2                     |
| Finale                                          | 6 juin Nyon          | Entre le 26 novembre et le 2 décembre       | Entre le 26 novembre et le 2 décembre | 2                     |
| Matches de promotion & relégation               |                      |                                             |                                       |                       |
| Matches de promotion & relégation               | 6 juin Nyon          | 22 - 25 octobre                             | 25 - 28 octobre                       | 14                    |

## Participants
Les associations membres de l'UEFA prennent part à la Ligue des nations 2025:
- Albanie
- Allemagne
- Andorre
- Angleterre
- Arménie
- Autriche
- Azerbaïdjan
- Biélorussie
- Belgique
- Bosnie-Herzégovine
- Bulgarie
- Croatie
- Chypre
- Danemark
- Écosse
- Espagne
- Estonie
- Finlande
- France
- Géorgie
- Gibraltar
- Grèce
- Hongrie
- Îles Féroé
- République d'Irlande
- Irlande du Nord
- Islande
- Israël
- Italie
- Kazakhstan
- Kosovo
- Lettonie
- Liechtenstein
- Lituanie
- Luxembourg
- Macédoine du Nord
- Malte
- Moldavie
- Monténégro
- Norvège
- Pays-Bas
- Pays de Galles
- Pologne
- Portugal
- Tchéquie
- Roumanie
- Serbie
- Slovaquie
- Slovénie
- Suède
- Suisse
- Turquie
- Ukraine

Particularités :
- La  Russie est suspendue depuis le 2 mai 2022 de toutes compétitions organisées par l'UEFA[2].
- Saint-Marin n'a pas d'équipe féminine

Le  Liechtenstein et  Gibraltar participent pour la première fois à la compétition et disputeront leur première compétition internationale,.

## Ligues

### Composition des ligues
Les équipes sont réparties sur la base du classement général des éliminatoires de l'Euro 2025. Le tirage au sort des différents groupes de chaque ligue a eu lieu le 7 novembre 2024 à Nyon en Suisse,.
Composition des ligues à l'issue des éliminatoires de l'Euro 2025 figure ci-après :

Carte de la répartition des ligues.
Équipe prenant part à la Ligue A
Équipe prenant part à la Ligue B
Équipe prenant part à la Ligue C
Équipe exclue de la compétition

| Légende - Équipes placées dans le chapeau 1 - Équipes placées dans le chapeau 2 - Équipes placées dans le chapeau 3 - Équipes placées dans le chapeau 4 |

| Équipe         | Rang Ligue  | Rang |
| -------------- | ----------- | ---- |
| Espagne        | 1er Ligue A | 1    |
| Allemagne      | 2e Ligue A  | 2    |
| France         | 3e Ligue A  | 3    |
| Italie         | 4e Ligue A  | 4    |
| Islande        | 5e Ligue A  | 5    |
| Danemark       | 6e Ligue A  | 6    |
| Angleterre     | 7e Ligue A  | 7    |
| Pays-Bas       | 8e Ligue A  | 8    |
| Suède          | 9e Ligue A  | 9    |
| Norvège        | 10e Ligue A | 10   |
| Autriche       | 11e Ligue A | 11   |
| Belgique       | 12e Ligue A | 12   |
| Portugal       | 1er Ligue B | 17   |
| Écosse         | 2e Ligue B  | 18   |
| Suisse         | 3e Ligue B  | 19   |
| Pays de Galles | 4e Ligue B  | 20   |

| Équipe               | Rang Ligue  | Rang |
| -------------------- | ----------- | ---- |
| Finlande             | 13e Ligue A | 13   |
| Tchéquie             | 14e Ligue A | 14   |
| République d'Irlande | 15e Ligue A | 15   |
| Pologne              | 16e Ligue A | 16   |
| Serbie               | 5e Ligue B  | 21   |
| Ukraine              | 6e Ligue B  | 22   |
| Irlande du Nord      | 7e Ligue B  | 23   |
| Turquie              | 8e Ligue B  | 24   |
| Croatie              | 9e Ligue B  | 25   |
| Hongrie              | 10e Ligue B | 26   |
| Bosnie-Herzégovine   | 11e Ligue B | 27   |
| Slovénie             | 1er Ligue C | 33   |
| Roumanie             | 2e Ligue C  | 34   |
| Biélorussie          | 3e Ligue C  | 35   |
| Grèce                | 4e Ligue C  | 36   |
| Albanie              | 5e Ligue C  | 37   |

| Équipe            | Rang Ligue  | Rang |
| ----------------- | ----------- | ---- |
| Slovaquie         | 12e Ligue B | 28   |
| Azerbaïdjan       | 13e Ligue B | 29   |
| Malte             | 14e Ligue B | 30   |
| Israël            | 15e Ligue B | 31   |
| Kosovo            | 16e Ligue B | 32   |
| Luxembourg        | 6e Ligue C  | 38   |
| Monténégro        | 7e Ligue C  | 39   |
| Géorgie           | 8e Ligue C  | 40   |
| Bulgarie          | 9e Ligue C  | 41   |
| Lettonie          | 10e Ligue C | 42   |
| Îles Féroé        | 11e Ligue C | 43   |
| Arménie           | 12e Ligue C | 44   |
| Macédoine du Nord | 13e Ligue C | 45   |
| Estonie           | 14e Ligue C | 46   |
| Lituanie          | 15e Ligue C | 47   |
| Kazakhstan        | 16e Ligue C | 48   |
| Moldavie          | 17e Ligue C | 49   |
| Chypre            | 18e Ligue C | 50   |
| Andorre           | 19e Ligue C | 51   |
| Gibraltar         | -           | -    |
| Liechtenstein     | -           | -    |

### Critères

#### Critères pour le classement des groupes
En cas d’égalité de points de plusieurs équipes à l'issue des matchs de groupe, les critères suivants sont appliqués dans l'ordre indiqué pour établir leur classement :
1. Plus grand nombre de points obtenus dans les matches de groupe disputés entre les équipes concernées ;
2. Meilleure différence de buts dans les matches de groupe disputés entre les équipes concernées ;
3. Plus grand nombre de buts marqués dans les matches de groupe disputés entre les équipes concernées ;
4. Si, après l’application des critères 1) à 3), plusieurs équipes sont toujours à égalité, les critères 1) à 3) sont à nouveau appliqués exclusivement aux matches entre les équipes restantes afin de déterminer leur classement final. Si cette procédure ne donne pas de résultat, les critères 5) à 11) s’appliquent dans l'ordre indiqué aux équipes encore à égalité ;
5. Meilleure différence de buts générale ;
6. Plus grand nombre de buts marqués ;
7. Plus grand nombre de buts marqués à l'extérieur ;
8. Plus grand nombre de victoires ;
9. Plus grand nombre de victoires à l'extérieur ;
10. Meilleur classement du fair-play dans tous les matches du groupe (-1 point pour un carton jaune, -3 points pour deux cartons jaunes menant à un carton rouge, -3 points pour un carton rouge direct) ;
11. Position dans la liste d'accès.

#### Critères pour le classement des ligues
Le classement de chaque ligue se fait de la façon suivante :
1. Position des équipes dans chaque groupe ;
2. Plus grand nombre de points obtenus ;
3. Meilleure différence de buts générale ;
4. Plus grand nombre de buts marqués ;
5. Plus grand nombre de buts marqués à l'extérieur ;
6. Plus grand nombre de victoires ;
7. Plus grand nombre de victoires à l'extérieur ;
8. Classement du fair-play dans tous les matches du groupe (-1 point pour un carton jaune, -3 points pour deux cartons jaunes menant à un carton rouge, -3 points pour un carton rouge direct) ;
9. Position dans la liste d'accès.

Afin de classer les équipes dans les ligues composées de groupes de taille différente, la procédure suivante s'applique :
1. les résultats contre les équipes classées quatrièmes ne sont pas pris en compte ;
2. tous les résultats sont pris en compte dans le but de comparer les équipes classées quatrième dans leurs groupes respectifs.

#### Critères pour le classement général
Les résultats de la phase finale influent comme suit sur le classement général de la Ligue des nations :
- Le vainqueur est classé 1er ;
- L'autre finaliste est classé 2e ;
- Le vainqueur du match pour la troisième place est classé 3e ;
- Le perdant du match pour la troisième place est classé 4e.

Dans le but d'attribuer les équipes dans les différents chapeaux du tirage au sort de la phase de qualification de la Coupe du monde et des barrages européens, le classement général de la Ligue des Nations de l'UEFA est établi comme suit :
- les seize équipes de la Ligue A sont réparties de la 1re à la 16e place en fonction du classement individuel de la ligue ;
- les seize équipes de la Ligue B sont réparties de la 17e à la 32e place en fonction du classement individuel de la ligue ;
- les équipes de la Ligue C sont réparties de la 33e à la 53e place en fonction du classement individuel de la ligue.

### Ligue A

#### Phase de groupes
Légende des classements
- Qualifiée pour la phase finale
- Barrages de relégation en Ligue B
- Relégation en Ligue B

##### Groupe A1
| Rang | Équipe    | Pts | J | G | N | P | Bp | Bc | Diff |  | Résultats (▼ dom., ► ext.) |     |     |     |     |
| ---- | --------- | --- | - | - | - | - | -- | -- | ---- |  | -------------------------- | --- | --- | --- | --- |
| 1    | Allemagne | 16  | 6 | 5 | 1 | 0 | 26 | 4  | +22  |  | Allemagne                  |     | 4-0 | 4-1 | 6-1 |
| 2    | Pays-Bas  | 11  | 6 | 3 | 2 | 1 | 11 | 10 | +1   |  | Pays-Bas                   | 2-2 |     | 3-1 | 1-1 |
| 3    | Autriche  | 6   | 6 | 2 | 0 | 4 | 5  | 16 | -11  |  | Autriche                   | 0-6 | 1-3 |     | 1-0 |
| 4    | Écosse P  | 1   | 6 | 0 | 1 | 5 | 3  | 15 | -12  |  | Écosse P                   | 0-4 | 1-2 | 0-1 |     |

##### Groupe A2
| Rang | Équipe   | Pts | J | G | N | P | Bp | Bc | Diff |  | Résultats (▼ dom., ► ext.) |     |     |     |     |
| ---- | -------- | --- | - | - | - | - | -- | -- | ---- |  | -------------------------- | --- | --- | --- | --- |
| 1    | France   | 18  | 6 | 6 | 0 | 0 | 14 | 2  | +12  |  | France                     |     | 1-0 | 3-2 | 4-0 |
| 2    | Norvège  | 8   | 6 | 2 | 2 | 2 | 4  | 5  | -1   |  | Norvège                    | 0-2 |     | 1-1 | 2-1 |
| 3    | Islande  | 4   | 6 | 0 | 4 | 2 | 6  | 9  | -3   |  | Islande                    | 0-2 | 0-0 |     | 3-3 |
| 4    | Suisse P | 2   | 6 | 0 | 2 | 4 | 4  | 12 | -8   |  | Suisse P                   | 0-2 | 0-1 | 0-0 |     |

##### Groupe A3
| Rang | Équipe     | Pts | J | G | N | P | Bp | Bc | Diff |  | Résultats (▼ dom., ► ext.) |     |     |     |     |
| ---- | ---------- | --- | - | - | - | - | -- | -- | ---- |  | -------------------------- | --- | --- | --- | --- |
| 1    | Espagne T  | 15  | 6 | 5 | 0 | 1 | 21 | 8  | +13  |  | Espagne T                  |     | 2-1 | 3-2 | 7-1 |
| 2    | Angleterre | 10  | 6 | 3 | 1 | 2 | 16 | 6  | +10  |  | Angleterre                 | 1-0 |     | 5-0 | 6-0 |
| 3    | Belgique   | 6   | 6 | 2 | 0 | 4 | 9  | 16 | -7   |  | Belgique                   | 1-5 | 3-2 |     | 0-1 |
| 4    | Portugal P | 4   | 6 | 1 | 1 | 4 | 5  | 21 | -16  |  | Portugal P                 | 2-4 | 1-1 | 0-3 |     |

##### Groupe A4
| Rang | Équipe           | Pts | J | G | N | P | Bp | Bc | Diff |  | Résultats (▼ dom., ► ext.) |     |     |     |     |
| ---- | ---------------- | --- | - | - | - | - | -- | -- | ---- |  | -------------------------- | --- | --- | --- | --- |
| 1    | Suède            | 12  | 6 | 3 | 3 | 0 | 13 | 6  | +7   |  | Suède                      |     | 3-2 | 6-1 | 1-1 |
| 2    | Italie           | 10  | 6 | 3 | 1 | 2 | 11 | 7  | +4   |  | Italie                     | 0-0 |     | 1-3 | 1-0 |
| 3    | Danemark         | 9   | 6 | 3 | 0 | 3 | 8  | 13 | -5   |  | Danemark                   | 1-2 | 0-3 |     | 1-0 |
| 4    | Pays de Galles P | 2   | 6 | 0 | 2 | 4 | 4  | 10 | -6   |  | Pays de Galles P           | 1-1 | 1-4 | 1-2 |     |

#### Phase finale de la Ligue des nations
|  | Demi-finales                       | Demi-finales                      | Demi-finales                      | Demi-finales                      |                               |                       | Finale                             | Finale                             | Finale                             | Finale                             |
|  |                                    |                                   |                                   |                                   |                               |                       |                                    |                                    |                                    |                                    |
|  | 24 octobre 2025 & 28 octobre 2025  | 24 octobre 2025 & 28 octobre 2025 | 24 octobre 2025 & 28 octobre 2025 | 24 octobre 2025 & 28 octobre 2025 |                               |                       | 28 novembre 2025 & 2 décembre 2025 | 28 novembre 2025 & 2 décembre 2025 | 28 novembre 2025 & 2 décembre 2025 | 28 novembre 2025 & 2 décembre 2025 |
|  | Allemagne                          | Allemagne                         | -                                 | -                                 |                               |                       | 28 novembre 2025 & 2 décembre 2025 | 28 novembre 2025 & 2 décembre 2025 | 28 novembre 2025 & 2 décembre 2025 | 28 novembre 2025 & 2 décembre 2025 |
|  | Allemagne                          | Allemagne                         | -                                 | -                                 |                               |                       | 28 novembre 2025 & 2 décembre 2025 | 28 novembre 2025 & 2 décembre 2025 | 28 novembre 2025 & 2 décembre 2025 | 28 novembre 2025 & 2 décembre 2025 |
|  | France                             | France                            | -                                 | -                                 |                               |                       | 28 novembre 2025 & 2 décembre 2025 | 28 novembre 2025 & 2 décembre 2025 | 28 novembre 2025 & 2 décembre 2025 | 28 novembre 2025 & 2 décembre 2025 |
|  | France                             | France                            | -                                 | -                                 | Gagnant demi-finale 1         | Gagnant demi-finale 1 | -                                  | -                                  |                                    |                                    |
|  | 24 octobre 2025 & 28 octobre 2025  |                                   |                                   |                                   | Gagnant demi-finale 1         | Gagnant demi-finale 1 | -                                  | -                                  |                                    |                                    |
|  |                                    |                                   | Gagnant demi-finale 2             | Gagnant demi-finale 2             | -                             | -                     |                                    |                                    |                                    |                                    |
|  | Espagne                            | Espagne                           | Gagnant demi-finale 2             | Gagnant demi-finale 2             | -                             | -                     | -                                  | -                                  |                                    |                                    |
|  | Espagne                            | Espagne                           |                                   |                                   |                               |                       |                                    | -                                  |                                    |                                    |
|  | Suède                              | Suède                             | -                                 | -                                 |                               |                       |                                    |                                    |                                    |                                    |
|  | Suède                              | Suède                             | -                                 | -                                 | Match pour la troisième place |                       |                                    |                                    |                                    |                                    |
|  |                                    |                                   |                                   |                                   |                               |                       |                                    |                                    |                                    |                                    |
|  | 28 novembre 2025 & 2 décembre 2025 |                                   |                                   |                                   |                               |                       |                                    |                                    |                                    |                                    |
|  | Perdant demi-finale 1              | Perdant demi-finale 1             | -                                 | -                                 |                               |                       |                                    |                                    |                                    |                                    |
|  | Perdant demi-finale 1              | Perdant demi-finale 1             | -                                 | -                                 |                               |                       |                                    |                                    |                                    |                                    |
|  | Perdant demi-finale 2              | Perdant demi-finale 2             | -                                 | -                                 |                               |                       |                                    |                                    |                                    |                                    |
|  | Perdant demi-finale 2              | Perdant demi-finale 2             | -                                 | -                                 |                               |                       |                                    |                                    |                                    |                                    |

### Ligue B

#### Phase de groupes
Légende des classements
- Promu en Ligue A
- Barrages de promotion en Ligue A
- Barrages de relégation en Ligue C
- Relégation en Ligue C

#### Groupe B1
| Rang | Équipe             | Pts | J | G | N | P | Bp | Bc | Diff |  | Résultats (▼ dom., ► ext.) |     |     |     |     |
| ---- | ------------------ | --- | - | - | - | - | -- | -- | ---- |  | -------------------------- | --- | --- | --- | --- |
| 1    | Pologne R          | 16  | 6 | 5 | 1 | 0 | 16 | 2  | +14  |  | Pologne R                  |     | 2-0 | 5-1 | 3-0 |
| 2    | Irlande du Nord    | 8   | 6 | 2 | 2 | 2 | 6  | 10 | -4   |  | Irlande du Nord            | 0-4 |     | 3-2 | 1-0 |
| 3    | Bosnie-Herzégovine | 5   | 6 | 1 | 2 | 3 | 9  | 12 | -3   |  | Bosnie-Herzégovine         | 1-1 | 1-1 |     | 4-0 |
| 4    | Roumanie P         | 4   | 6 | 1 | 1 | 4 | 3  | 10 | -7   |  | Roumanie P                 | 0-1 | 1-1 | 2-0 |     |

#### Groupe B2
| Rang | Équipe                 | Pts | J | G | N | P | Bp | Bc | Diff |  | Résultats (▼ dom., ► ext.) |     |     |     |     |
| ---- | ---------------------- | --- | - | - | - | - | -- | -- | ---- |  | -------------------------- | --- | --- | --- | --- |
| 1    | Slovénie P             | 15  | 6 | 5 | 0 | 1 | 12 | 2  | +10  |  | Slovénie P                 |     | 4-0 | 3-0 | 2-0 |
| 2    | République d'Irlande R | 15  | 6 | 5 | 0 | 1 | 10 | 6  | +4   |  | République d'Irlande R     | 1-0 |     | 1-0 | 2-1 |
| 3    | Turquie                | 6   | 6 | 2 | 0 | 4 | 3  | 7  | -4   |  | Turquie                    | 0-1 | 1-2 |     | 1-0 |
| 4    | Grèce P                | 0   | 6 | 0 | 0 | 6 | 2  | 12 | -10  |  | Grèce P                    | 1-2 | 0-4 | 0-1 |     |

#### Groupe B3
| Rang | Équipe        | Pts | J | G | N | P | Bp | Bc | Diff |  | Résultats (▼ dom., ► ext.) |     |     |     |     |
| ---- | ------------- | --- | - | - | - | - | -- | -- | ---- |  | -------------------------- | --- | --- | --- | --- |
| 1    | Serbie        | 14  | 6 | 4 | 2 | 0 | 7  | 1  | +6   |  | Serbie                     |     | 1-0 | 1-0 | 0-0 |
| 2    | Finlande R    | 11  | 6 | 3 | 2 | 1 | 8  | 2  | +6   |  | Finlande R                 | 1-1 |     | 3-0 | 0-0 |
| 3    | Hongrie       | 4   | 6 | 1 | 1 | 4 | 2  | 6  | -4   |  | Hongrie                    | 0-1 | 0-1 |     | 0-0 |
| 4    | Biélorussie P | 3   | 6 | 0 | 3 | 3 | 0  | 8  | -8   |  | Biélorussie P              | 0-3 | 0-3 | 0-2 |     |

#### Groupe B4
| Rang | Équipe     | Pts | J | G | N | P | Bp | Bc | Diff |  | Résultats (▼ dom., ► ext.) |     |     |     |     |
| ---- | ---------- | --- | - | - | - | - | -- | -- | ---- |  | -------------------------- | --- | --- | --- | --- |
| 1    | Ukraine    | 13  | 6 | 4 | 1 | 1 | 8  | 6  | +2   |  | Ukraine                    |     | 1-0 | 2-1 | 2-1 |
| 2    | Tchéquie R | 13  | 6 | 4 | 1 | 1 | 17 | 4  | +13  |  | Tchéquie R                 | 1-1 |     | 5-1 | 5-0 |
| 3    | Albanie P  | 6   | 6 | 2 | 0 | 4 | 10 | 12 | -2   |  | Albanie P                  | 1-2 | 1-2 |     | 4-0 |
| 4    | Croatie    | 3   | 6 | 1 | 0 | 5 | 4  | 17 | -13  |  | Croatie                    | 2-0 | 0-4 | 1-2 |     |

#### Relégation directe
Les équipes en troisième position dans chaque groupe de la Ligue B sont classées de la position 1 à la position 4 sur la base du classement général de la Ligue des nations.
Les équipes classées en position 3 et 4 (31e et 32e) seront reléguées directement en Ligue C, tandis que les deux autres équipes disputeront les barrages de relégation.
| Rang | Équipe                        | Pts | J | G | N | P | Bp | Bc | Diff |
| ---- | ----------------------------- | --- | - | - | - | - | -- | -- | ---- |
| 29   | Albanie P (Groupe 4)          | 6   | 6 | 2 | 0 | 4 | 10 | 12 | -2   |
| 30   | Turquie (Groupe 2)            | 6   | 6 | 2 | 0 | 4 | 3  | 7  | -4   |
| 31   | Bosnie-Herzégovine (Groupe 1) | 5   | 6 | 1 | 2 | 3 | 9  | 12 | -3   |
| 32   | Hongrie (Groupe 3)            | 4   | 6 | 1 | 1 | 4 | 2  | 6  | -4   |

### Ligue C

#### Phase de groupes
Légende des classements
- Promu en Ligue B
- Barrages de promotion en Ligue B

#### Groupe C1
| Rang | Équipe      | Pts | J | G | N | P | Bp | Bc | Diff |  | Résultats (▼ dom., ► ext.) |     |     |     |      |
| ---- | ----------- | --- | - | - | - | - | -- | -- | ---- |  | -------------------------- | --- | --- | --- | ---- |
| 1    | Slovaquie R | 18  | 6 | 6 | 0 | 0 | 27 | 1  | +26  |  | Slovaquie R                |     | 3-0 | 1-0 | 11-0 |
| 2    | Îles Féroé  | 10  | 6 | 3 | 1 | 2 | 10 | 6  | +4   |  | Îles Féroé                 | 1-2 |     | 2-0 | 5-0  |
| 3    | Moldavie    | 7   | 6 | 2 | 1 | 3 | 6  | 6  | 0    |  | Moldavie                   | 0-2 | 1-1 |     | 1-0  |
| 4    | Gibraltar   | 0   | 6 | 0 | 0 | 6 | 0  | 30 | -30  |  | Gibraltar                  | 0-8 | 0-1 | 0-4 |      |

#### Groupe C2
| Rang | Équipe  | Pts | J | G | N | P | Bp | Bc | Diff |  | Résultats (▼ dom., ► ext.) |     |     |     |     |
| ---- | ------- | --- | - | - | - | - | -- | -- | ---- |  | -------------------------- | --- | --- | --- | --- |
| 1    | Malte R | 13  | 6 | 4 | 1 | 1 | 8  | 5  | +3   |  | Malte R                    |     | 1-0 | 2-1 | 1-0 |
| 2    | Chypre  | 10  | 6 | 3 | 1 | 2 | 9  | 8  | +1   |  | Chypre                     | 2-1 |     | 2-1 | 2-2 |
| 3    | Géorgie | 6   | 6 | 2 | 0 | 4 | 9  | 11 | -2   |  | Géorgie                    | 2-3 | 1-2 |     | 2-1 |
| 4    | Andorre | 5   | 6 | 1 | 2 | 3 | 6  | 8  | -2   |  | Andorre                    | 0-0 | 2-1 | 1-2 |     |

#### Groupe C3
| Rang | Équipe        | Pts | J | G | N | P | Bp | Bc | Diff |  | Résultats (▼ dom., ► ext.) |     |     |     |     |
| ---- | ------------- | --- | - | - | - | - | -- | -- | ---- |  | -------------------------- | --- | --- | --- | --- |
| 1    | Luxembourg    | 16  | 6 | 5 | 1 | 0 | 20 | 6  | +14  |  | Luxembourg                 |     | 2-2 | 2-0 | 7-0 |
| 2    | Kazakhstan    | 10  | 6 | 3 | 1 | 2 | 14 | 9  | +5   |  | Kazakhstan                 | 1-3 |     | 3-2 | 4-0 |
| 3    | Arménie       | 7   | 6 | 2 | 1 | 3 | 13 | 11 | +2   |  | Arménie                    | 1-3 | 2-0 |     | 6-1 |
| 4    | Liechtenstein | 1   | 6 | 0 | 1 | 5 | 5  | 26 | -21  |  | Liechtenstein              | 2-3 | 0-4 | 2-2 |     |

#### Groupe C4
| Rang | Équipe        | Pts | J | G | N | P | Bp | Bc | Diff |  | Résultats (▼ dom., ► ext.) |     |     |     |
| ---- | ------------- | --- | - | - | - | - | -- | -- | ---- |  | -------------------------- | --- | --- | --- |
| 1    | Monténégro    | 8   | 4 | 2 | 2 | 0 | 5  | 2  | +3   |  | Monténégro                 |     | 1-1 | 3-1 |
| 2    | Azerbaïdjan R | 5   | 4 | 1 | 2 | 1 | 3  | 6  | -3   |  | Azerbaïdjan R              | 0-0 |     | 0-5 |
| 3    | Lituanie      | 3   | 4 | 1 | 0 | 3 | 6  | 6  | 0    |  | Lituanie                   | 0-1 | 0-2 |     |

#### Groupe C5
| Rang | Équipe   | Pts | J | G | N | P | Bp | Bc | Diff |  | Résultats (▼ dom., ► ext.) |     |     |     |
| ---- | -------- | --- | - | - | - | - | -- | -- | ---- |  | -------------------------- | --- | --- | --- |
| 1    | Israël R | 10  | 4 | 3 | 1 | 0 | 12 | 5  | +7   |  | Israël R                   |     | 3-1 | 3-3 |
| 2    | Estonie  | 4   | 4 | 1 | 1 | 2 | 2  | 6  | -4   |  | Estonie                    | 0-3 |     | 0-0 |
| 3    | Bulgarie | 2   | 4 | 0 | 2 | 2 | 4  | 7  | -3   |  | Bulgarie                   | 1-3 | 0-1 |     |

#### Groupe C6
| Rang | Équipe            | Pts | J | G | N | P | Bp | Bc | Diff |  | Résultats (▼ dom., ► ext.) |     |     |     |
| ---- | ----------------- | --- | - | - | - | - | -- | -- | ---- |  | -------------------------- | --- | --- | --- |
| 1    | Lettonie          | 8   | 4 | 2 | 2 | 0 | 6  | 4  | +2   |  | Lettonie                   |     | 2-2 | 1-1 |
| 2    | Kosovo R          | 7   | 4 | 2 | 1 | 1 | 9  | 3  | +6   |  | Kosovo R                   | 0-1 |     | 3-0 |
| 3    | Macédoine du Nord | 1   | 4 | 0 | 1 | 3 | 2  | 10 | -8   |  | Macédoine du Nord          | 1-2 | 0-4 |     |

#### Accession aux barrages
Les équipes en deuxième position dans chaque groupe de la Ligue C sont classées de la position 1 à la position 6 sur la base du classement général de la Ligue des nations.
En raison de la présence de trois groupes de trois équipes (Groupe 4 à 6) dans cette ligue, les résultats contre les équipes classées quatrièmes des trois premiers groupes (Groupe 1 à 3) ne sont pas pris en compte dans ce classement.
Les équipes classées en position 1 (39e) et position 2 (40e) seront qualifiées pour les barrages de promotion en Ligue B, tandis que les quatre dernières équipes seront maintenues en Ligue C.
| Rang | Équipe                   | Pts | J | G | N | P | Bp | Bc | Diff |
| ---- | ------------------------ | --- | - | - | - | - | -- | -- | ---- |
| 39   | Chypre (Groupe 2)        | 9   | 4 | 3 | 0 | 1 | 6  | 4  | +2   |
| 40   | Kosovo R (Groupe 6)      | 7   | 4 | 2 | 1 | 1 | 9  | 3  | +6   |
| 41   | Azerbaïdjan R (Groupe 4) | 5   | 4 | 1 | 2 | 1 | 3  | 6  | -3   |
| 42   | Îles Féroé (Groupe 1)    | 4   | 4 | 1 | 1 | 2 | 4  | 6  | -2   |
| 43   | Kazakhstan (Groupe 3)    | 4   | 4 | 1 | 1 | 2 | 6  | 9  | -3   |
| 44   | Estonie (Groupe 5)       | 4   | 4 | 1 | 1 | 2 | 2  | 6  | -4   |

### Barrages de promotion/relégation
| Équipe                 | Aller                  | Total                  | Retour                 | Équipe                 |
| Ligue A contre Ligue B | Ligue A contre Ligue B | Ligue A contre Ligue B | Ligue A contre Ligue B | Ligue A contre Ligue B |
| ---------------------- | ---------------------- | ---------------------- | ---------------------- | ---------------------- |
| Irlande du Nord        | -                      | -                      | -                      | Islande                |
| Finlande               | -                      | -                      | -                      | Danemark               |
| République d'Irlande   | -                      | -                      | -                      | Belgique               |
| Tchéquie               | -                      | -                      | -                      | Autriche               |
| Ligue B contre Ligue C |                        |                        |                        |                        |
| Chypre                 | -                      | -                      | -                      | Albanie                |
| Kosovo                 | -                      | -                      | -                      | Turquie                |

## Classement général
Mise à jour le 3 juin 2025 après la 6e journée
Légende des classements
- Qualifiées pour la phase finale
- Promues en Ligue supérieure
- Maintien dans sa ligue
- Barrage de promotion
- Barrage de relégation
- Reléguées en Ligue inférieure

| Rang | Nation           | Parcours                        | Gr. | MJ | G | N | P | Pts | Bp | Bc | Diff |
| ---- | ---------------- | ------------------------------- | --- | -- | - | - | - | --- | -- | -- | ---- |
| 1re  | France           | Meilleur premier de groupe      | 2   | 6  | 6 | 0 | 0 | 18  | 14 | 2  | +12  |
| 2e   | Allemagne        | 2e meilleur premier de groupe   | 1   | 6  | 5 | 1 | 0 | 16  | 26 | 4  | +22  |
| 3e   | Espagne T        | 3e meilleur premier de groupe   | 3   | 6  | 5 | 0 | 1 | 15  | 21 | 8  | +13  |
| 4e   | Suède            | 4e meilleur premier de groupe   | 4   | 6  | 3 | 3 | 0 | 12  | 13 | 6  | +7   |
|      |                  |                                 |     |    |   |   |   |     |    |    |      |
| 5e   | Pays-Bas         | Meilleur deuxième de groupe     | 1   | 6  | 3 | 2 | 1 | 11  | 11 | 10 | +1   |
| 6e   | Angleterre       | 2e meilleur deuxième de groupe  | 3   | 6  | 3 | 1 | 2 | 10  | 16 | 6  | +10  |
| 7e   | Italie           | 3e meilleur deuxième de groupe  | 4   | 6  | 3 | 1 | 2 | 10  | 11 | 7  | +4   |
| 8e   | Norvège          | 4e meilleur deuxième de groupe  | 2   | 6  | 2 | 2 | 2 | 8   | 4  | 5  | -1   |
|      |                  |                                 |     |    |   |   |   |     |    |    |      |
| 9e   | Danemark         | Meilleur troisième de groupe    | 4   | 6  | 3 | 0 | 3 | 9   | 8  | 13 | -5   |
| 10e  | Belgique         | 2e meilleur troisième de groupe | 3   | 6  | 2 | 0 | 4 | 6   | 9  | 16 | -7   |
| 11e  | Autriche         | 3e meilleur troisième de groupe | 1   | 6  | 2 | 0 | 4 | 6   | 5  | 16 | -11  |
| 12e  | Islande          | 4e meilleur troisième de groupe | 2   | 6  | 0 | 4 | 2 | 4   | 6  | 9  | -3   |
|      |                  |                                 |     |    |   |   |   |     |    |    |      |
| 13e  | Portugal P       | Meilleur quatrième de groupe    | 3   | 6  | 1 | 1 | 4 | 4   | 5  | 21 | -16  |
| 14e  | Pays de Galles P | 2e meilleur quatrième de groupe | 4   | 6  | 0 | 2 | 6 | 2   | 4  | 10 | -6   |
| 15e  | Suisse P         | 3e meilleur quatrième de groupe | 2   | 6  | 0 | 2 | 4 | 2   | 4  | 12 | -8   |
| 16e  | Écosse P         | 4e meilleur quatrième de groupe | 1   | 6  | 0 | 1 | 5 | 1   | 3  | 15 | -12  |

| Rang | Nation                 | Parcours                        | Gr. | MJ | G | N | P | Pts | Bp | Bc | Diff |
| ---- | ---------------------- | ------------------------------- | --- | -- | - | - | - | --- | -- | -- | ---- |
| 17e  | Pologne R              | Meilleur premier de groupe      | 1   | 6  | 5 | 1 | 0 | 16  | 16 | 1  | +15  |
| 18e  | Slovénie P             | 2e meilleur premier de groupe   | 2   | 6  | 5 | 0 | 1 | 15  | 12 | 2  | +11  |
| 19e  | Serbie                 | 3e meilleur premier de groupe   | 3   | 6  | 4 | 2 | 0 | 14  | 7  | 1  | +6   |
| 20e  | Ukraine                | 4e meilleur premier de groupe   | 4   | 6  | 4 | 1 | 1 | 13  | 8  | 6  | +2   |
|      |                        |                                 |     |    |   |   |   |     |    |    |      |
| 21e  | République d'Irlande R | Meilleur deuxième de groupe     | 2   | 6  | 5 | 0 | 1 | 15  | 10 | 6  | +3   |
| 22e  | Tchéquie R             | 2e meilleur deuxième de groupe  | 3   | 6  | 4 | 1 | 1 | 13  | 17 | 4  | +12  |
| 23e  | Finlande R             | 3e meilleur deuxième de groupe  | 4   | 6  | 3 | 2 | 1 | 11  | 8  | 2  | +6   |
| 24e  | Irlande du Nord        | 4e meilleur deuxième de groupe  | 1   | 6  | 2 | 2 | 2 | 8   | 6  | 10 | -4   |
|      |                        |                                 |     |    |   |   |   |     |    |    |      |
| 25e  | Albanie P              | Meilleur troisième de groupe    | 4   | 6  | 2 | 0 | 4 | 6   | 10 | 12 | -2   |
| 26e  | Turquie                | 2e meilleur troisième de groupe | 2   | 6  | 2 | 0 | 4 | 6   | 3  | 7  | -4   |
| 27e  | Bosnie-Herzégovine     | 3e meilleur troisième de groupe | 1   | 6  | 1 | 2 | 3 | 5   | 9  | 12 | -3   |
| 28e  | Hongrie                | 4e meilleur troisième de groupe | 3   | 6  | 1 | 1 | 4 | 4   | 2  | 6  | -4   |
|      |                        |                                 |     |    |   |   |   |     |    |    |      |
| 29e  | Roumanie P             | Meilleur quatrième de groupe    | 1   | 6  | 1 | 1 | 4 | 4   | 3  | 10 | -7   |
| 30e  | Biélorussie P          | 2e meilleur quatrième de groupe | 3   | 6  | 0 | 3 | 3 | 3   | 0  | 8  | -8   |
| 31e  | Croatie                | 3e meilleur quatrième de groupe | 4   | 6  | 1 | 0 | 5 | 3   | 4  | 17 | -13  |
| 32e  | Grèce P                | 4e meilleur quatrième de groupe | 2   | 6  | 0 | 0 | 6 | 0   | 2  | 12 | -13  |

| Rang | Nation            | Parcours                        | Gr. | MJ | G | N | P | Pts | Bp | Bc | Diff |
| ---- | ----------------- | ------------------------------- | --- | -- | - | - | - | --- | -- | -- | ---- |
| 33e  | Slovaquie R       | Meilleur premier de groupe      | 1   | 4  | 4 | 0 | 0 | 12  | 8  | 1  | +7   |
| 34e  | Israël R          | 2e meilleur premier de groupe   | 5   | 4  | 3 | 1 | 0 | 10  | 12 | 5  | +7   |
| 35e  | Luxembourg        | 3e meilleur premier de groupe   | 3   | 4  | 3 | 1 | 0 | 10  | 10 | 4  | +6   |
| 36e  | Malte R           | 4e meilleur premier de groupe   | 2   | 4  | 3 | 0 | 1 | 9   | 7  | 5  | +2   |
| 37e  | Monténégro        | 5e meilleur premier de groupe   | 4   | 4  | 2 | 2 | 0 | 8   | 5  | 2  | +3   |
| 38e  | Lettonie          | 6e meilleur premier de groupe   | 6   | 4  | 2 | 2 | 0 | 8   | 6  | 4  | +2   |
|      |                   |                                 |     |    |   |   |   |     |    |    |      |
| 39e  | Chypre            | Meilleur deuxième de groupe     | 2   | 4  | 3 | 0 | 1 | 9   | 6  | 4  | +2   |
| 40e  | Kosovo R          | 2e meilleur deuxième de groupe  | 6   | 4  | 2 | 1 | 1 | 7   | 9  | 3  | +6   |
| 41e  | Azerbaïdjan R     | 3e meilleur deuxième de groupe  | 4   | 4  | 1 | 2 | 1 | 5   | 3  | 6  | -3   |
| 42e  | Îles Féroé        | 4e meilleur deuxième de groupe  | 1   | 4  | 1 | 1 | 2 | 4   | 4  | 6  | -2   |
| 43e  | Kazakhstan        | 5e meilleur deuxième de groupe  | 3   | 4  | 1 | 1 | 2 | 4   | 6  | 9  | -3   |
| 44e  | Estonie           | 6e meilleur deuxième de groupe  | 5   | 4  | 1 | 1 | 2 | 4   | 2  | 6  | -4   |
|      |                   |                                 |     |    |   |   |   |     |    |    |      |
| 45e  | Lituanie          | Meilleur troisième de groupe    | 4   | 4  | 1 | 0 | 3 | 3   | 6  | 6  | 0    |
| 46e  | Arménie           | 2e meilleur troisième de groupe | 3   | 4  | 1 | 0 | 3 | 3   | 5  | 8  | -3   |
| 47e  | Bulgarie          | 3e meilleur troisième de groupe | 5   | 4  | 0 | 2 | 2 | 2   | 4  | 7  | -3   |
| 48e  | Moldavie          | 4e meilleur troisième de groupe | 1   | 4  | 0 | 1 | 2 | 1   | 1  | 6  | -5   |
| 49e  | Macédoine du Nord | 5e meilleur troisième de groupe | 6   | 4  | 0 | 1 | 3 | 1   | 2  | 10 | -8   |
| 50e  | Géorgie           | 6e meilleur troisième de groupe | 2   | 4  | 0 | 0 | 4 | 0   | 5  | 9  | -4   |
|      |                   |                                 |     |    |   |   |   |     |    |    |      |
| 51e  | Andorre           | Meilleur quatrième de groupe    | 2   | 6  | 1 | 2 | 3 | 5   | 6  | 8  | -2   |
| 52e  | Liechtenstein     | 2e meilleur quatrième de groupe | 3   | 6  | 0 | 1 | 5 | 1   | 5  | 26 | -21  |
| 53e  | Gibraltar         | 3e meilleur quatrième de groupe | 1   | 6  | 0 | 0 | 6 | 0   | 0  | 30 | -30  |

### Promotions  et relégations
| Groupe   | Ligue B → Ligue A | Ligue C → Ligue B |
| -------- | ----------------- | ----------------- |
| Groupe 1 | Pologne           | Slovaquie         |
| Groupe 2 | Slovénie          | Malte             |
| Groupe 3 | Serbie            | Luxembourg        |
| Groupe 4 | Ukraine           | Monténégro        |
| Groupe 5 |                   | Israël            |
| Groupe 6 | Lettonie          |                   |

| Groupe   | Ligue A → Ligue B | Ligue B → Ligue C           |
| -------- | ----------------- | --------------------------- |
| Groupe 1 | Écosse            | Bosnie-Herzégovine Roumanie |
| Groupe 2 | Suisse            | Grèce                       |
| Groupe 3 | Portugal          | Hongrie Biélorussie         |
| Groupe 4 | Pays de Galles    | Croatie                     |